# Contournement sud de Caen
Le contournement sud de Caen est un projet routier situé dans le Calvados. Il doit permettre de relier l’autoroute A13 à la D562 afin de délester le trafic, surtout poids lourds, sur le boulevard périphérique de Caen. 
Inscrit initialement au schéma multimodal de services collectifs de transport de voyageurs et de transport de marchandises, le projet est composé de trois sections.
Le premier tronçon constitue une liaison de 2 km entre la déviation de la D562 et la N158 (future A88) à hauteur de Rocquancourt. Après l'ouverture de la déviation de la D562 entre Caen et Boulon le 15 avril 2008, la section D562 – N158 a été ouverte à la circulation publique. 
La deuxième section est un barreau autoroutier de 4 km entre l'A13 et la D613 (ancienne N13) à la hauteur de Frénouville, dénommé autoroute A813. Cette section a été prise en charge par la Société des autoroutes Paris-Normandie (22M€). L'A813 a été inauguré en janvier 2012.
La liaison entre D613 et la N158 (future A88) n'a pas été réalisée. En 2012, faute de pouvoir inscrire le projet dans le programme de modernisation des itinéraires routiers de la région Basse-Normandie, le ministre des transports, Thierry Mariani demande d'étudier la possibilité de concéder la section manquante.
Une étude, financée par l'État, Caen la mer et le département du Calvados, sur le projet de raccordement entre la N158 et la D613 est lancée en 2024. Ce projet prévoit également un nouveau raccordement au boulevard périphérique. La concertation est prévue au premier semestre 2025, les études préalables jusqu'en 2026. Le coût du projet est estimé à 120 millions d'euros.

## À lire
- Site de la SAPN